# Rellotge digital

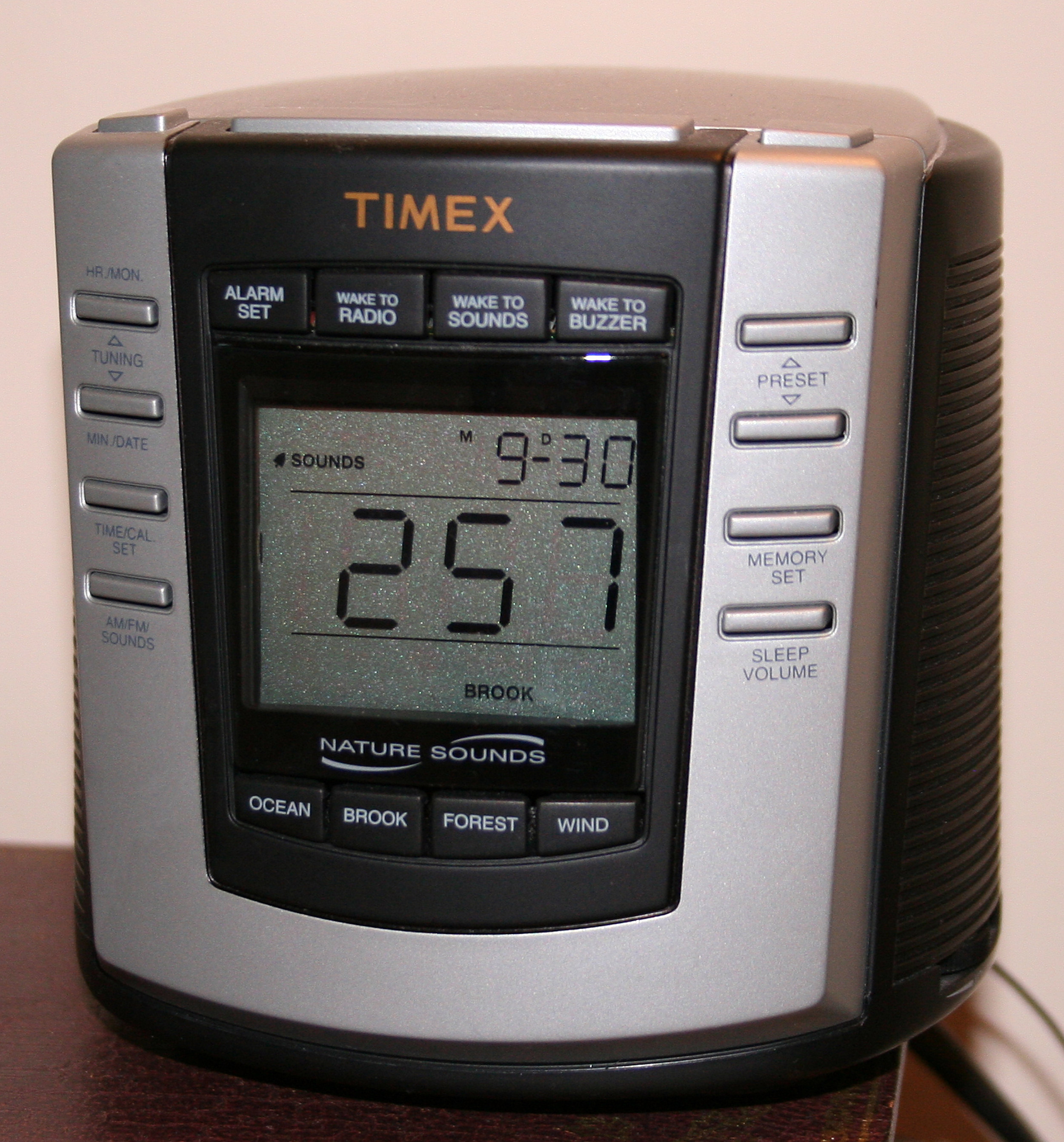
Ràdio rellotge despertador digital.

Un rellotge digital és un tipus de rellotge que basa el seu funcionament en una base de temps digital per generar els impulsos de la freqüència necessària (normalment 1Hz). Un rellotge digital és un rellotge en què la base de temps és digital i la divisió de freqüència, també.
La invenció, el 1956, del rellotge digital va suposar una gran revolució en el camp de la rellotgeria perquè es va aconseguir fabricar rellotges molt més barats i precisos que els de funcionament mecànic.
Per representar l'hora, molts rellotges digitals fan servir els set segments LED, VFD o LCD, per formar cadascun dels números. Aquests rellotges també inclouen altres elements, per indicar si l'hora és al matí AM o a la tarda PM, així com si està activada l'alarma i a quina hora està programada.
Els rellotges digitals poden ser molt més petits, útils i barats. Per aquestes raons s'han incorporat a la majoria d'equips digitals. Molts rellotges digitals s'utilitzen com despertadors que porten incorporada una ràdio.
La ruptura principal amb el rellotge mecànic és que es van eliminar tots els mecanismes que hi havia a l'interior de la caixa dels rellotges i van ser substituïts per uns circuits digitals alimentats per una petita bateria i que facilitava la lectura directa del temps.
A causa del baix preu que tenen els rellotges digitals ja s'han imposat en moltes aplicacions, i així la majoria de despertadors són ja digitals, els rellotges que hi ha als electrodomèstics, ordinadors, telèfons mòbils, automòbils, etc. Així mateix, molts dels rellotges de polsera que s'utilitzen són digitals si bé en el camp dels rellotges de polsera s'han imposat els rellotges digitals analògics de quars.

## Funcionament d'un rellotge digital

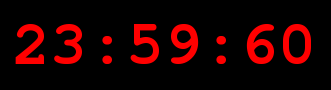
Pantalla de rellotge digital amb segons.

L'exactitud del rellotge depèn de la base de temps, que pot consistir en un oscil·lador o en un adaptador que, a partir d'una referència, genera un senyal periòdic.
El divisor de freqüència és un circuit digital format per una successió de comptadors fins a obtenir una freqüència d'1 Hz, que permet mostrar segons. Si es vol mostrar dècimes, la divisió s'atura en arribar als 10 Hz
Aquesta freqüència passa al mòdul de presentació, que pot ser digital o mecànic, on altres divisors van separant els segons, minuts i hores per a presentar mitjançant algun tipus de display.

## Base de temps
El tipus de base de temps utilitzada és tan important que sol donar nom al tipus de rellotge. Les més habituals són:
- Patró xarxa. No té oscil·lador i utilitza com a referència els 50 Hz (o 60 Hz) de la xarxa. És la més simple, però és bastant exacta a mitjà termini, ja que les alteracions en la freqüència de xarxa solen compensar al llarg del dia. Té dos inconvenients importants:
  - Necessita un senyal "net", per a això se sol filtrar abans d'aplicar-la als comptadors.
  - Necessita la xarxa, el que no permet la seva utilització portàtil ia més, davant d'un tall de llum, perd l'hora. Hi ha models que inclouen un oscil·lador i piles o bateries, de manera que l'oscil·lador i els comptadors segueixen funcionant durant el tall, de manera que no es perd l'hora.
- Emissora patró. La base de temps ve a ser algun tipus de PLL, enganxat amb alguna de les emissores horàries. Es posen en hora sols i canvien l'horari d'hivern o estiu de forma autònoma. El seu inconvenient és que necessita el senyal horari, de manera que en zones "fosques" no presenta grans avantatges.
- Rellotge de diapasó. L'oscil·lador està controlat per un diapasó intercalat en el llaç de realimentació. Ja ha caigut en desús, però en el seu moment eren de gamma alta, i Bulova, per exemple, disposava de rellotges de diapasó de polsera.
- Rellotge de quars. Substitueix el diapasó per un ressonador de quars, habitualment a 32768 Hz, per ser potència exacta de dos, el que simplifica el divisor de freqüència. Per la seva estabilitat i economia ha desplaçat a tots els altres tipus de rellotge en les aplicacions habituals.
- Rellotge atòmic (amoníac, cesi, etc.) es basa a incloure en el llaç de realimentació una cavitat amb molècules de la substància adequada, de manera que es excita la ressonància d'algun dels seus àtoms.

## Pantalles

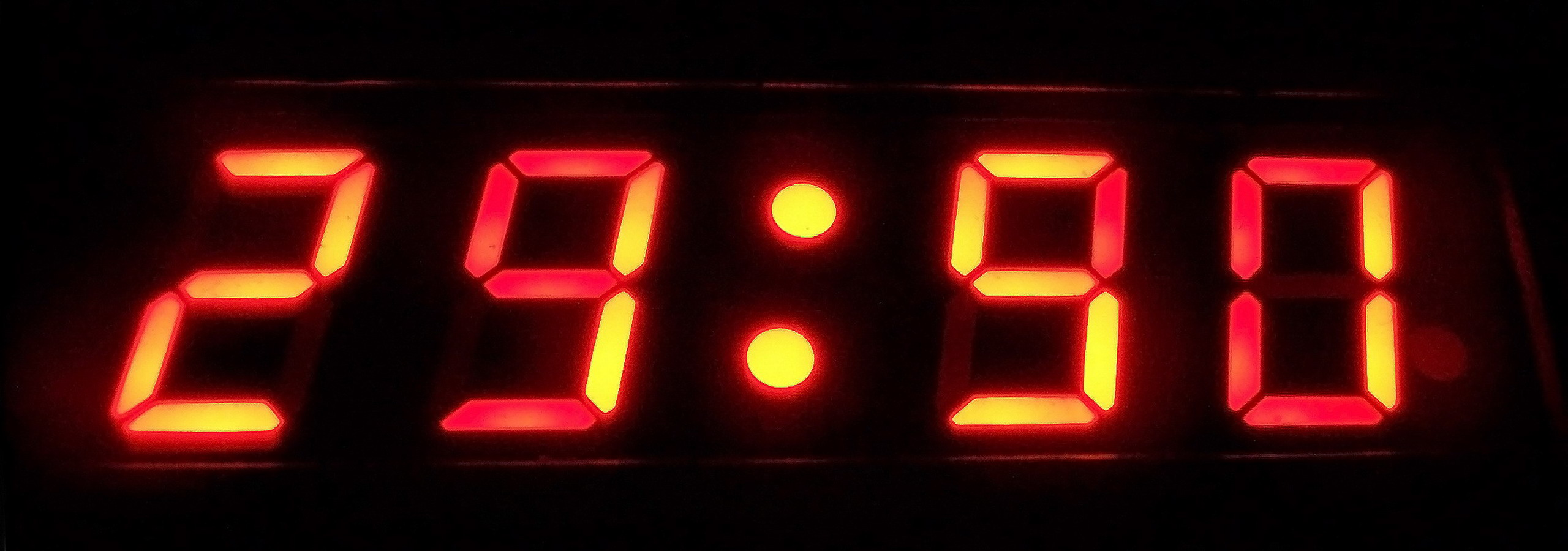
Pantalla un rellotge digital canviant els números.

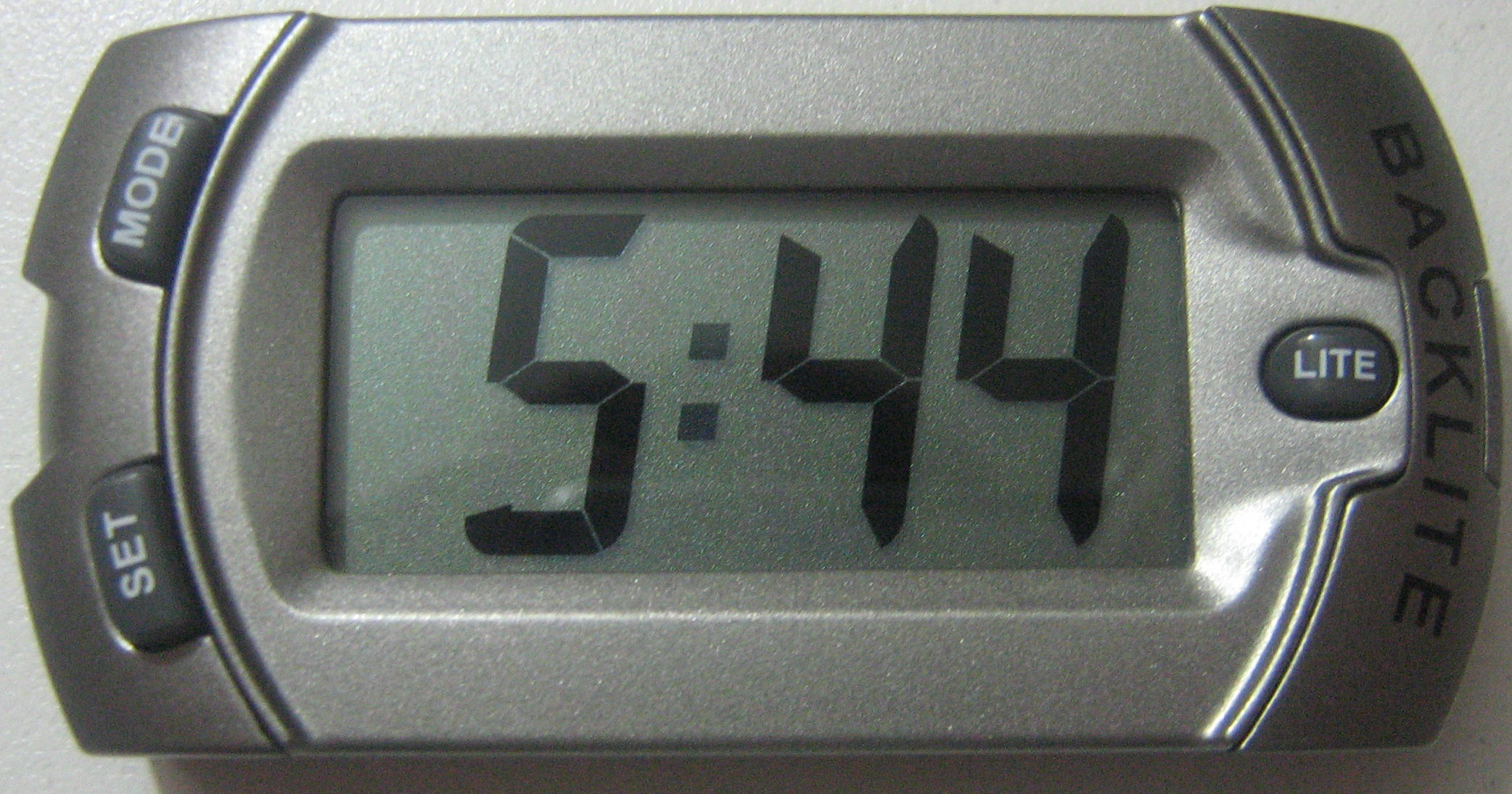
An LCD battery operated clock without alarm.

Per representar el temps, la majoria dels rellotges digitals usen un set segments LED, VFD, or LCD display for each of four digits. They generally also include other elements to indicate whether the time is AM or PM, whether or not an alarm is set, and so on.

## Història
El rellotge digital va ser inventat el 1956 per l'enginyer búlgar Petar Ptrov, i es va fer popular quan els microxips i LED's van començar a ser barats. Cap 1970 els rellotges digitals eren de funcionament mecànic amb un petit motor d'AC que es feia servir com a part del mecanisme per canviar l'hora. Hamilton va presentar el 1972 el pols, primer rellotge digital amb pantalla LCD del mercat.